# Días de pesca
Días de pesca (Brasil: Filha Distante ) é um filme de drama produzido na Argentina, dirigido por Carlos Sorín e lançado em 2012.